# Anne-Marie Mineur
Anne-Marie Mineur (ur. 14 maja 1967 w Oss) – holenderska badaczka, działaczka samorządowa i polityk, posłanka do Parlamentu Europejskiego VIII kadencji.

## Życiorys
Kształciła się na Uniwersytecie w Utrechcie, w 1997 została absolwentką lingwistyki komputerowej na Uniwersytecie Kraju Saary. Była pracownikiem naukowym instytutu DFKI w Saarbrücken (1996–1997), Uniwersytetu w Utrechcie (1998–2004) oraz Uniwersytetu w Groningen (2005–2007). W 2006 weszła w skład zarządu prywatnego przedsiębiorstwa.
W 2003 wstąpiła do Partii Socjalistycznej. W 2009 została przewodniczącą tego ugrupowania w De Bilt. Od 2006 do 2012 zasiadała w radzie miejskiej tej miejscowości. W 2011 została radną prowincji Utrecht i przewodniczącą klubu radnych socjalistów. W 2014 z ramienia swojego ugrupowania została wybrana do Europarlamentu VIII kadencji.